# Scleria plusiophylla
Scleria plusiophylla är en halvgräsart som beskrevs av Ernst Gottlieb von Steudel. Scleria plusiophylla ingår i släktet Scleria och familjen halvgräs. Inga underarter finns listade i Catalogue of Life.